# Prajadhipok
Prajadhipok (tai: ประชาธิปก)  (Grand Palace, 8 de novembre de 1893 - Surrey, 30 de maig de 1941) va ser el setè rei de Siam de la dinastia Chakri, titulat Rama VII. El seu regnat va ser una època turbulenta per a Siam a causa dels canvis polítics i socials durant la revolució siamesa de 1932. Fins ara és l'únic monarca siamès de la dinastia Chakri que ha abdicat.